# سلمى أبو ضيف
سلمى أبو ضيف (2 فبراير 1993 -) ممثلة وعارضة أزياء مصرية. اشتهرت بدورها في مسلسل أعلى نسبة مشاهدة وحققت نجاحاً كبيراً.

## حياتها
ولدت في 2 فبراير 1993 بمدينة القاهرة، وحصلت على شهادة بكالوريوس إعلام من جامعة مصر الدولية. بدأت العمل في سن 16 كمذيعة راديو «رحاب إف إم» على الإنترنت. إلى جانب عملها كعارضة أزياء. شاركت في حدث الاحتفال بالعيد الأول لمجلة «فوغ آرابيا»، وظهرت على غلاف المجلة بمشاركة: صبا مبارك، شيرين رضا، هيا عبد السلام وأمل بوشوشة.

## أعمالها الفنية
أول أعمالها الفنية كان مسلسل «حلاوة الدنيا» عام 2017.

### مسلسلات
- حلاوة الدنيا: (2017) علياء الشماع
- لا تطفئ الشمس: (2017) توفي
- طلعت روحي: (2018) داليدا
- لدينا أقوال أخرى: (2018) فاطمة نديم
- حدوتة مرة: (2019) رنا
- راجعين يا هوى: (2022) ولاء أبو الهنا
- سوتس بالعربي: (2022) تاليا
- الاختيار 3 "القرار": (2022)
- منعطف خطر: (2022) سلمى الوكيل
- رسالة الإمام: (2023) هند
- المداح أسطورة العشق: (2023) أمينة
- لازم اعيش: (2020) تالا
- زينهم: (2023) جميلة
- بين السطور (2024) ملك
- أعلى نسبة مشاهدة: (2024) شيماء
- الا الطلاق 2024

### أفلام
- شيخ جاكسون: (2017) شيرين
- بطل الحلبة
- انف و ثلالثة عيون: 2023
- ليه تعيشها لوحدك: 2024
- إنشالله الدنيا تتهد: 2024

## وصلات خارجية
- سلمى أبو ضيف على موقع IMDb (الإنجليزية)
- سلمى أبو ضيف على موقع قاعدة بيانات الأفلام العربية
- سلمى أبو ضيف على موقع قاعدة بيانات الفيلم (الإنجليزية)